# Tingloy

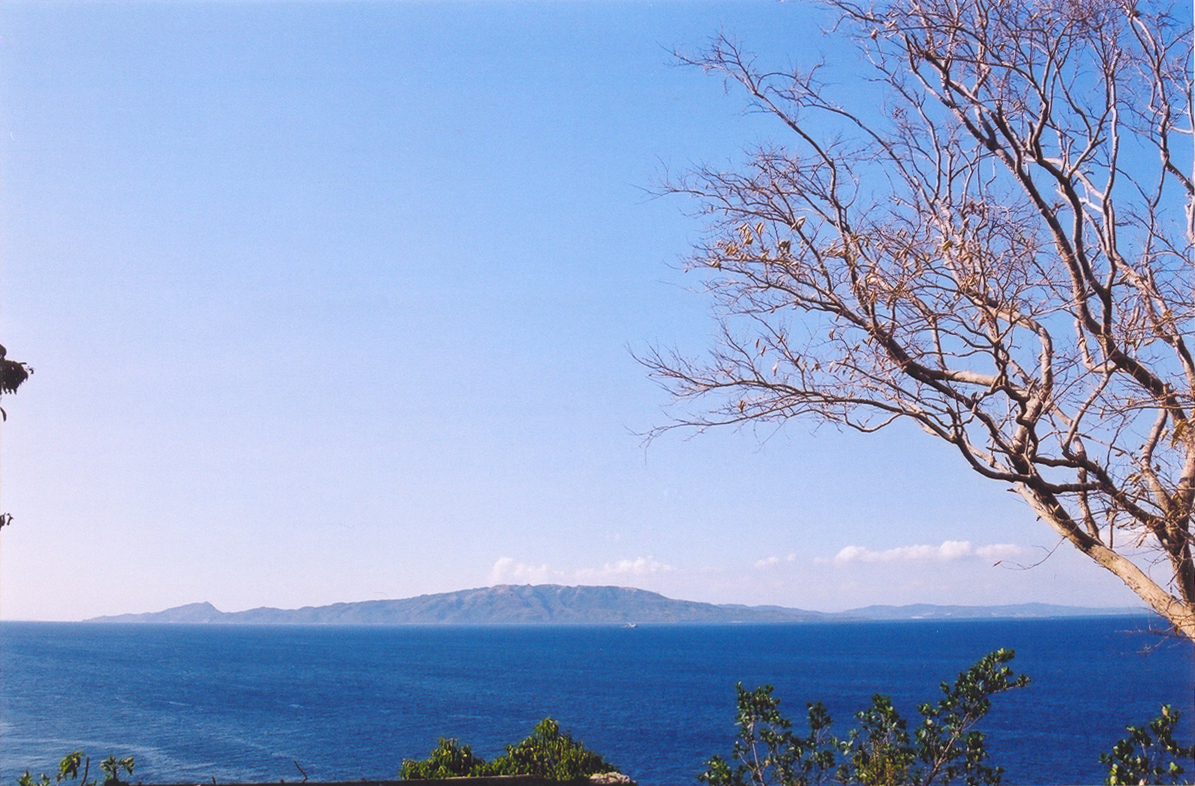
A view towards Maribacan Island, Tingloy from the Province of Mindoro

Tingloy là một đô thị cấp năm ở tỉnh Batangas, Philippines. Theo điều tra dân số năm 2000, đô thị này có dân số 17,028 người trong 3.269 hộ.

## Barangays
Tingloy, về mặt hành chính, được chia thành 15 khu phố (barangay).
- Corona
- Gamao
- Makawayan
- Marikaban
- Papaya
- Pisa
- Barangay 13 (Poblacion 1)
- Barangay 14 (Poblacion 2)
- Barangay 15 (Poblacion 3)
- San Isidro
- San Jose
- San Juan
- San Pedro
- Santo Tomas
- Talahib